# 케빈 (1988년)
케빈(Kevin, 본명: Kevin Kim, 1988년 2월 23일 ~ )은 과거 대한민국 보이 그룹 ZE:A에서 메인 보컬을 맡았었던 가수이자 뮤지컬 배우이다.

## 주요 이력
오스트레일리아 뉴사우스웨일스주 시드니에서 출생한 그는 1991년 1월 초에, 본래 대한민국 출신 오스트레일리아 이민자였던 아버지와 어머니를 비롯한 일가족과 함께 대한민국 서울에 잠시 재귀국하여(케빈 킴 그가 오스트레일리아 나이로 3세 시절) 잠시 6년간을 대한민국 서울에 머물러 있다가 리라초등학교 3학년 수료를 할 때인 1997년 1월 초에, 일가족과 함께 오스트레일리아 시드니로 다시 건너갔다고 한다. 이후 오스트레일리아 학창 시절 코리아나의 〈Hand in hand〉라는 곡과 에어 서플라이의 〈Lost in love〉라는 곡과 스타십의 〈Nothing's gonna stop us now〉라는 곡 등을 애창한 그는 2010년 이후 제국의 아이들에서 보컬리스트로 활동했다. 참고로 그의 아버지는 목사님이시다.

## 출연작

### TV 드라마
| 연도   | 종류   | 방송사 | 제목               | 역할           | 회차                |
| ------ | ------ | ------ | ------------------ | -------------- | ------------------- |
| 2010년 | 드라마 | SBS    | 검사 프린세스      | 클럽 남성 역   | 특별출연 (2회)      |
| 2010년 | 드라마 | MBC    | 글로리아           | 가수 준비생 역 | 특별출연 (11, 14회) |
| 2012년 | 드라마 | 채널A  | K-팝 최강 서바이벌 | 창민 역        | 14부작              |

### 예능
| 연도   | 방송사     | 제목                            | 회차   | 방영일    |
| ------ | ---------- | ------------------------------- | ------ | --------- |
| 2009년 | Mnet       | 오피스 리얼리티 - 제국의 아이들 | 12부작 |           |
| 2009년 | Mnet       | 제국의 아이들 리턴즈            | 6부작  |           |
| 2011년 | MBC every1 | 주간 아이돌                     | 6회    | 8월 27일  |
| 2011년 | SBS        | 도전 1000곡                     | 162회  | 9월 4일   |
| 2012년 | ArirangTV  | 스타데이트 위드 제아 인 브라질  | 3부작  |           |
| 2012년 | Mnet       | 유세윤의 Art Video              | 5회    | 7월 3일   |
| 2012년 | Mnet       | 비틀즈 코드 시즌2               | 25회   | 8월 27일  |
| 2012년 | MBC        | 우리 결혼했어요                 | 133회  | 9월 1일   |
| 2012년 | MBC every1 | 주간 아이돌                     | 65회   | 10월 17일 |

## 같이 보기
- 제국의 아이들